# Coldmirror
Coldmirror is het pseudoniem van de Duitse webvideo-producer en presentator Kathrin Fricke (nabij Bremen, 13 oktober 1984). Het pseudoniem is geïnspireerd op het nummer Creatures That Kissed in Cold Mirrors van de dark metal band Cradle of Filth.
Fricke exploiteert verschillende YouTube-kanalen, modereert radio- en tv-programma's en publiceert blog- en vlog-artikelen.

## Biografie
Volgens zijn eigen verklaringen leed Fricke als tiener aan een depressie. In een interview op het YouTube-kanaal “clixoom” zei ze dat onder andere de Harry Potter-serie en de wens om te weten hoe de serie verder zou gaan haar kracht gaven en haar van zelfmoord redden. Ze stelt echter dat het niet alleen de opwindende plot was die ze leuk vond aan de boeken, maar eerder 'iets hebben om naar uit te kijken'. Harry Potter is tot op de dag van vandaag nog steeds een van de motieven van haar artistieke en komische werk kreeg uiteindelijk haar eerste aandacht op internet.
Fricke begon al vroeg met het opnemen van hoorspelen met een vriend, wat de basis legde voor haar creatieve werk. In 2000 vervoegde ze het team van MixX, een jeugdtijdschrift in het open kanaal Bremer Umland (tegenwoordig Bürgerfunk Bremer Umland), als vrijwillige redacteur. Gedurende deze tijd zette ze ook haar eigen website op, waar ze bijvoorbeeld zelfgetekende foto's met fantasiemotieven publiceerde. Je fanficties met de personages uit de Harry Potter-serie namen al snel een aanzienlijk deel van de website in beslag en trokken voor het eerst de aandacht op internet.
Fricke studeerde kunstgeschiedenis met een minor filosofie aan de Universiteit Bremen.
Fricke is sinds 2010 presentator in radio- en televisieprogramma's: Voor de jeugdzender van Hessischer Rundfunk You FM produceerde ze het programma Der YOU FM Game Check mit Coldmirror, waarin ze computerspelletjes testte; Tot 2016 werd een door Fricke ontworpen videoclipshow uitgezonden onder de naam Coldmirror op de ARD-zender One.

## Prijzen en onderscheidingen
- Op 20 februari 2011 ontving Fricke de Grey-Nachwuchspreis in de competitie voor de eerste Deutsche Webvideopreis. Ze was ook genomineerd in de categorie Persoonlijkheid.[6] De Grey-Nachwuchspreis werd begiftigd met een bod van € 5.000, wat Fricke uiteindelijk niet accepteerde omdat de vergoeding haar te hoog leek.[7]
- Op 16 augustus 2011 werden You FM en Kathrin Fricke genomineerd voor Deutsche Radiopreis 2011 in de categorie Beste Innovatie.[8]
- In 2012 maakte Fricke deel uit van de jury voor de tweede Deutsche Webvideopreis.[9]
- In 2017 ontving ze de Sondermannprijs .

## Videokunst op het YouTube-kanaal "Coldmirror"
Het YouTube-kanaal "Coldmirror" ging online op 2 oktober 2006. De eerste video's bestonden uit archiefmateriaal van Fricke's werk bij de redactie van het Bremer Bürgerfunk jeugdtijdschrift MixX. Daarna maakte Fricke de video's grotendeels in zijn eentje.
Vanaf 2008 steeg het kanaal naar de tweede plaats in de statistieken van de meest geabonneerde Duitstalige kanalen. De eerste plaats werd ingenomen door het Justin Timberlakes-kanaal, dat ten onrechte in Duitsland was geregistreerd. Na het corrigeren van deze fout was Coldmirror van februari tot oktober 2009 officieel het meest geabonneerde Duitstalige kanaal. Tot augustus 2016 behoorde je hoofdkanaal tot de 100 meest geabonneerde YouTube-kanalen in Duitsland. In tegenstelling tot de meeste "grote" YouTube-kanalen, genereert het geen inkomsten met zijn video's.

### Duitse hersynchronisaties van de Harry Potter-filmreeks
Het kanaal werd voor het eerst populair door de Duitse hersynchronisatie van de Harry Potter-films. Vanaf het najaar van 2006 noemde Fricke de volgende films en uploadde ze naar YouTube: Harry Potter en de Steen der Wijzen (in Coldmirror: Harry Potter und ein Stein), Harry Potter en de Geheime Kamer (Harry Potter und der geheime Pornokeller) en Harry Potter en de Vuurbeker (Harry Potter und der Plastik Pokal). Deze verschenen met onregelmatige tussenpozen in delen van bijna tien minuten elk, waarbij tien delen van hun synchronisatie meestal een film bedekten. Tot nu toe zijn de films niet per se volledig opnieuw nagesynchroniseerd, zijn individuele scènes weggelaten, opnieuw gemonteerd of vervangen door geïntegreerde afbeeldingen of videosequenties.
Fricke's Duitse synchronisatiestijl stelt de hoofdrolspelers van de films in staat taboe-onderwerpen aan te pakken en toespelingen op te nemen uit de pop- en internetcultuur. Ze gebruikt vulgaire en fecale taal, herinterpreteert veel scènes in de films volledig en verdraait hun oorspronkelijke betekenis. Bijvoorbeeld, een scène uit Harry Potter en de Geheime Kamer, waarin Severus Sneep boos leest dat de hoofdrolspelers Harry en Ron een krantenartikel boos maakten over een onrust die ze veroorzaakten in de niet-magische wereld en hen vervolgens berispt, werd zo geherinterpreteerd dat Sneep het daar niet mee eens was klaagt over een moeilijke kruiswoordpuzzel en vraagt de twee studenten om een spreektaal, zesletterig woord voor het mannelijke voortplantingsorgaan. De personages breken ook gedeeltelijk door de vierde muur en herkennen andere personages als extra's of maken ironische toespelingen op de oorspronkelijke plot. De afzonderlijke Duitse synchronisatiedelen zijn overal consistent. De personages hebben in alle afleveringen dezelfde kenmerken. De personages verschillen echter aanzienlijk van hun gedrag in de originele film; in het bijzonder schrijft Fricke aan bijna elk personage specifieke seksuele voorkeuren toe, zoals homoseksualiteit, pedofilie, zoöfilie en dergelijke. In tegenstelling tot het origineel wordt ook een aanzienlijk aantal beledigingen uitgewisseld.
Fricke spreekt de meeste personages zelf, waarbij hij voor elk personage een ander vocaal bereik en techniek gebruikt, vergelijkbaar met de audioboeken die door Rufus Beck worden gesproken. In individuele gevallen zijn ook bekenden van haar betrokken: sinds een gezamenlijk rapnummer tussen het personage Fresh Dumbledore en MC Voldemort, heeft YouTube-gebruiker Sk3pn4 (voorheen "aequitaS") de stem van Voldemort in Duitse synchronisaties gesproken. Ze speelde ook de rol van Viktor Krum.
In november 2008 werd het gebruikersaccount van YouTube tijdelijk gedeactiveerd omdat de rechthebbende van de Harry Potter-films, Warner Bros., mogelijke inbreuken op het auteursrecht in de parodieën zag. Volgens informatie van YouTube Deutschland was de deactivering echter een systeemfout, omdat deze alleen had mogen resulteren in een waarschuwing voor schending van auteursrechten. Nadat ze haar kanaal opnieuw had geactiveerd, moest Fricke alle Duitse hersynchronisaties verwijderen vanwege de dreiging van een permanent verbod, omdat deze buitenlands videomateriaal bevatten. De Duitse synchronisaties zijn echter nog steeds beschikbaar via links op het Coldmirror-kanaal, aangezien andere gebruikers het materiaal opnieuw hebben geüpload.

### Kanaal concept
Fricke volgt een heel ontspannen concept in haar video's voor het coldmirror-kanaal. Gewone formaten, zoals te vinden bij andere YouTubers, worden vaak onderbroken door langere pauzes, soms geannuleerd, opnieuw ontworpen en afgewisseld met individuele video's over andere onderwerpen.
Het kanaal bevat voornamelijk sketches met Fricke alleen of met vrienden in haar appartement over verschillende onderwerpen. Harry Potter is nu een zeldzamer motief geworden. Dus de formaten Panzer, waarin onjuiste of grappige krantenknipsels satirisch commentaar kregen op de films en boeken, en de 5 Minuten Harry Podcast, waarin elk 5 minuten durende secties van de film Harry Potter en de Steen der Wijzen worden in detail geanalyseerd, geproduceerd en hun kunstmatige figuur van Fresh D, die is gebaseerd op het Harry Potter-personage Albus Perkamentus, wordt lange tijd door hen onderhouden, maar tegenwoordig karakteriseren nogal gevarieerde onderwerpen het kanaal.
Er zijn ook talloze animatievideo's gemaakt door Fricke zelf op het kanaal, waaronder haar bekende format Japanoschlampen waarin anime wordt geparodieerd. Sinds oktober 2016 produceert Coldmirror op haar kanaal de wekelijkse animatieserie StarStarSpace voor Funk, die elementen uit sciencefictionwerken bevat en parodieert. De andere animatievideo's die ze op Coldmirror publiceert, zijn oorspronkelijk geproduceerd voor de Duitse openbare omroep voor educatieve doeleinden, waaronder voornamelijk politieke kwesties.
Andere formaten die zijn gemaakt in hun functie voor Duitse televisie, worden gedeeltelijk geüpload naar het coldmirror-kanaal.
Naast het hoofdkanaal coldmirror, worden video's geüpload naar PlzDontSueColdmirror. Deze video's bevatten vaak materiaal uit beschermde films en series dat door Fricke satirisch is bewerkt. Hier vindt u meer Duitse synchronisaties gebaseerd op de stijl van uw beroemde Duitse Harry Potter-synchronisatie. Het kanaal is ontstaan als gevolg van de onjuiste en nu opgeheven afsluiting van hun hoofdkanaal.
Je + coldmirrorgames + kanaal is nu inactief. Het bevat onder andere videorecensies en spelscènes voor videogames die voor You FM zijn geproduceerd.

## Televisieprogramma
Vanaf 7 oktober 2010 zond de televisiezender One een programma uit met Kathrin Fricke onder de titel coldmirror. De 15 minuten durende show werd maandelijks op de eerste donderdag om 20.45 uur vertoond in het avondprogramma. De laatste reguliere aflevering werd uitgebracht op 5 november 2015, een speciale aflevering in de vorm van een animatiefilm volgde op 3 maart 2016.
Inhoudelijk was het programma gebaseerd op de producties van Fricke op internet. Het bestond uit afzonderlijke segmenten, zoals recensies van videogames of commerciële parodieën, waarvan sommige al op internet waren gezien en alleen technisch verbeterd waren voor televisie. Daarnaast werden synchronisaties getoond die gemaakt waren met ARD-materiaal: meestal werden optredens van politici getoond, die Fricke onderstreepte met zijn eigen tekst. Een aparte categorie van het televisieformat was de Netmob Challenge in de eerste seizoenen, waarin kijkers een taak kregen (bijvoorbeeld in minder dan een minuut een geroosterde toast eten of dertig seconden in een cirkel draaien en dan de camera benaderen). De taken van het publiek die werden vervuld en opgenomen op video, werden getoond in de volgende uitzending.
Aanvankelijk waren de meest succesvolle categorie van de show de zogenaamde Misheard Lyrics, een kopie of voortzetting van de al lang bestaande YouTube-trend in Duitsland, waarin tijdens een nummer een vergelijkbaar klinkende maar onjuiste songtekst wordt vertoond en het geheel de naam Misheard krijgt. Songtekst. Een van de bekendste originele video's is Nightwish - Wishmaster. Een video in de categorie die het nummer Git Hadi Git van de Turkse zanger İsmail YK als Keks, alter Keks, parodieert, werd aanvankelijk door een fan geüpload naar YouTube en werd op de dag van de upload door bijna 350.000 kijkers gezien. Als gevolg hiervan kwam de video op de YouTube-trendslijst en werd deze door verschillende gebruikers gekopieerd en geüpload naar hun eigen kanaal. Fricke zelf uploadde Misheard Lyrics "Ismail YK" pas op 3 februari 2011 naar haar YouTube-kanaal, toen de video al aan populariteit won in de YouTube-gemeenschap. Het werd ook getoond op de Bülent Ceylan Show op RTL op 19 februari 2011 en wekte veel media-aandacht met onder meer in de online editie van de taz en op Sat.1. Na de positieve reacties in de media kreeg Fricke de opdracht om meer Misheard-Lyrics-video's te produceren voor het wereldkampioenschap voetbal vrouwen 2011, die onder andere te zien waren in de Sportschau.
Naast de 48 reguliere afleveringen produceerde Fricke vier best-of-afleveringen, één worst-of-aflevering en drie animatiefilms van vijftien minuten voor de serie Japanoschlampen.

### Segmenten van de programma
- StarStarSpace (vanaf 2016)
- Misheard Lyrics
- Game Check
- Commercial
- Netmob (set)
- Synchro (sinds 1x02)
- Friends (vanaf 1x07)
- Japanoschlampen (vanaf 2x01)
- What the FAQ?! (vanaf 2x01)
- Kaddi’s Cut (vanaf 2x03)
- Let’s Play (vanaf 3x01)
- Fresh D (vanaf 3x01)
- Wild Card (vanaf 3x01)
- Kunstwissenschaftliche Analyse (vanaf 3x01)
- Kunsttipps mit Hauke (vanaf 3x03)
- Kaddis Sternenstunde (vanaf 3x03)
- Living Things (vanaf 3x03)

## Discografie
Onder het pseudoniem Fresh D, een herinterpretatie van het schoolhoofd van Zweinstein Albus Perkamentus als een hippe gangsta-rapper, werden enkele rapnummers gecreëerd die een parodie op het gevestigde Duitse hiphopgenre vormden met vaak overdreven vulgaire taal.

### Albums
- 2005: Stay Fresh, Stay Dumb!
- 2006: Underground
- 2007: Dumbledore’s Army
- 2007: Großmutterficker
- 2007: Audiovergewaltigung
- 2008: Post für mich
- 2008: Tubal Uriah Butler
- 2011: Dumblecore

### Singles en videoclips
- 2006: Back from The Underground
- 2006: Geddo im Zoo
- 2007: Wenn du denkst
- 2007: Fresh D. vs. MCV
- 2008: Fresh D vs. MC V im TS
- 2008: Xtreme Dumbledore
- 2009: Tromaggot
- 2009: Im Altenheim
- 2009: Ho Ho Ho …
- 2012: Workstatt
- 2013: Musikvideo
- 2013: Die Alten
- 2013: FreshDs fedder Beat
- 2014: Sit’n’Dance
- 2014: Großmutterficker (Naughty Neuinterpretation)
- 2016: Frisch ausm Rhymebook